# Xuân Hương truyện
Xuân Hương truyện (tiếng Hàn: 춘향전/ 春香傳 (Xuân-hương truyện)/ Chunhyang Jeon) là một tiểu thuyết khuyết danh, niềm tự hào của nhân dân Triều Tiên, ra đời khoảng thế kỷ 18 thời Triều Tiên Anh Tổ.

## Lịch sử
Xuân Hương truyện đã lưu truyền qua nhiều thế hệ trong dân gian và được các nghệ nhân kể lại bằng loại hình ả đào pansori hay còn gọi là Xuân Hương ca, một dạng văn xuôi có nhịp điệu. Dựa trên Xuân Hương ca, một số tác giả thuộc tầng lớp trí thức Triều Tiên đã sáng tạo nên Truyện thơ Xuân Hương bằng chữ Hán vào khoảng những năm 1754. Sau đó nhiều tác giả khác đã sáng tác Xuân Hương truyện viết bằng hệ chữ quốc văn Hangeul có nhịp điệu.
Tác phẩm còn nhiều dị bản hiện được lưu giữ: 30 bản chép tay, bảy bản gỗ, 60 bản in kẽm. Bản do Lee Sang Bo, giáo sư khoa Ngữ văn trường Đại học Kukmin chú giải, in lần đầu tiên năm 1984 và đã tái bản lần thứ 8, là văn bản được phổ biến rộng rãi ngày nay.

## Nhân vật
- Sung ChunHyang (成春香 성춘향, Thành Xuân Hương): Ái nữ nhà Walmae. Nàng rất xinh đẹp và có tài thi họa. Chun-yang đem lòng yêu chàng công tử MongRyong.
- Lee MongRyong (李夢龍 이몽룡, Lý Mộng Long) là con trai của quan huyện. Chàng có dung mạo tuấn tú, khôi khô và chàng cũng đem lòng yêu ChunHyang
- HyangDan (香丹  향단, Hương Đan) là tỳ nữ nhà ChunHyang.
- BangJa (房子 방자, Phòng Tử) là nô bộc của MongRyong.
- Walmae (月梅 월매, Nguyệt Mai) xuất thân là kỹ nữ và là mẹ của ChunHyang.
- Biện Học Đạo là huyện lệnh Nam Nguyên.

### Phiên bản Đại Hàn
- Lý Hàn Lâm là cha Lý Mộng Long.

### Phiên bản Bắc Triều Tiên
- Lý phu nhân là mẹ Lý Mộng Long.
- Lan Châu là kỹ bang trưởng.
- Vĩnh Thế là tên thật của Phòng Tử.

## Nội dung

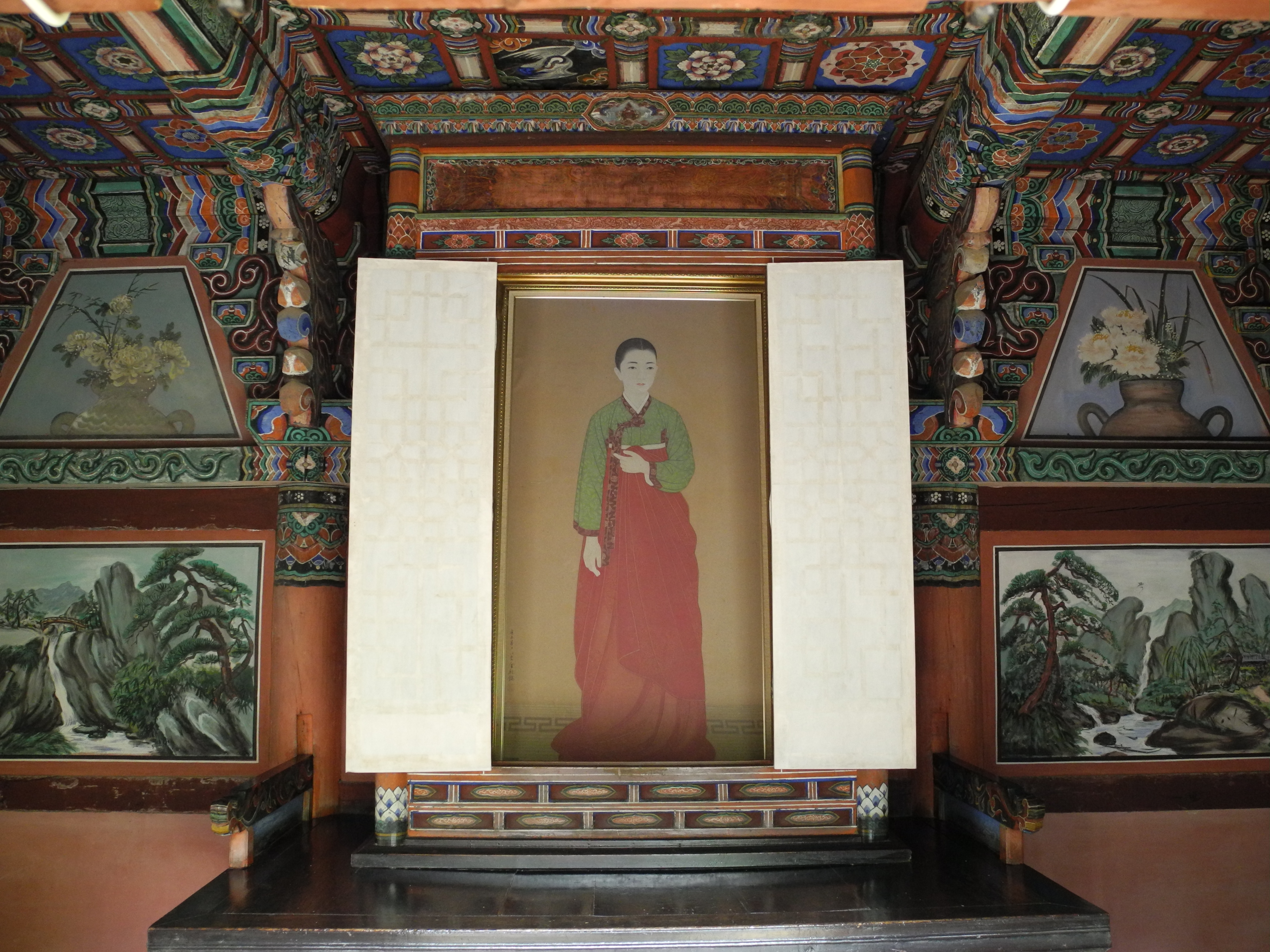
Đền ở Namwon.

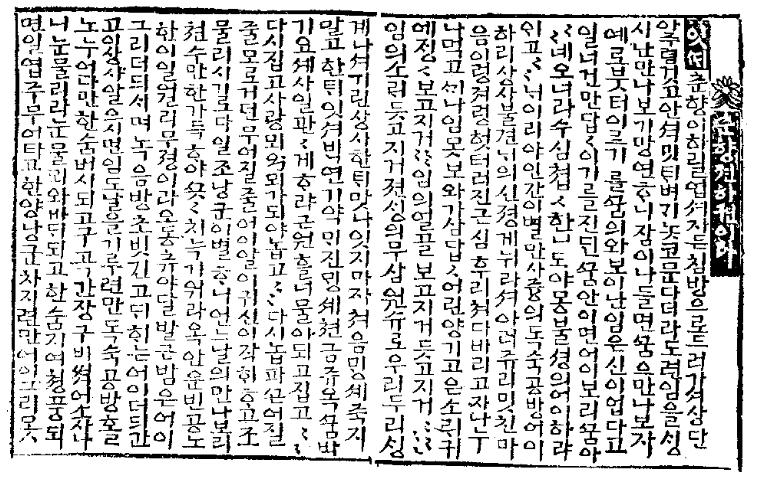
Một ấn bản tiếng Hàn.

Xuân Hương truyện xoay quanh tình yêu giữa nàng ChunHyang và công tử MongRyong, nhưng bao gồm nhiều chủ đề khác nhau với nội dung có ý nghĩa xã hội rộng lớn, là sự kết hợp những truyện kể lưu truyền đương thời như truyện kể liệt nữ, truyện kể mật sứ, truyện kể thân oan, truyện kể tình yêu. Câu truyện được kết cấu thành 5 đoạn theo trình tự: phát đoạn - triển khai - nguy biến - đỉnh điểm - kết mạt, thể hiện qua năm chương của tác phẩm.

### Gặp gỡ
Câu chuyện bắt đầu với triều vua Lý Túc Tông, sự thanh bình phồn vinh của đất nước lan tỏa khắp nơi. Tại huyện Namwon tỉnh Jeonlla có kỹ nữ nổi tiếng Walmae, 40 tuổi mà chưa có con nên rất sầu não. Nàng cùng với chồng cầu tự tại một ngôi chùa và nhờ đó có thai, sinh ra một người con gái đặt tên là ChunHyang. ChunHyang càng lớn càng xinh đẹp, nàng yêu thích đọc sách và rất am hiểu thi thư âm luật.
Bấy giờ tại Sam Cheon-dong, quan huyện họ Lee có con trai tuổi đôi tám, diện mạo phi thường và trí tuệ rất uyên bác. Trong ngày xuân tươi đẹp, chàng cùng người hầu đến O-dak ngoạn cảnh. Như có duyên phận từ kiếp trước, ChunHyang cùng với nàng hầu cũng đi chơi đu tại đó và đôi trai tài gái sắc đã gặp nhau. Cảm tài mến sắc, tình yêu giữa hai người đã nhen nhóm. ChunHyang khéo léo khước từ sự nồng nhiệt của chàng Lee và hẹn chàng tới thăm nhà.

### Tình yêu
Sau khi chàng Lee chia tay ChunHyang về nhà, lòng bâng khuâng lưu luyến nhớ mong không lúc nào nguôi. Chàng bước vào phòng học mà bên tai luôn văng vẳng tiếng ChunHyang, và trong mắt in đậm vẻ đẹp của nàng. Chàng nóng lòng chờ buổi tối tới nhà nàng như đã ước hẹn.
Tại nhà ChunHyang, chàng Lee ngỏ lời. Mẹ nàng viện dẫn luân thường đạo lý để mong chàng đưa cha mẹ đến cầu hôn. Nhưng chàng Lee bộc lộ tình cảm sâu xa và lời thề chung thủy của mình khiến mẹ ChunHyang cảm động, bà cũng nhớ lại giấc mơ đêm trước và hiểu rằng giữa chàng với con gái mình đã có duyên tiền định. Sau bữa ăn mà chàng Lee cùng Xuân Hương uống chén rượu hợp hoan, mẹ chàng cùng người hầu ra ngoài để lứa đôi ở lại. Chàng cùng nàng đối đáp thơ phú và thành thân với nhau.

### Ly biệt
Ngày nối ngày trôi qua trong hạnh phúc, song đắng cay bắt đầu kéo đến. Cha chàng Lee được bổ nhiệm và gia đình phải chuyển đến Kinh thành. Chàng đau xót vì phải chia tay người yêu và chia sẻ tâm tư với mẹ nhưng bị quở trách nặng nề. Mẹ chàng viện lý do con nhà quan địa phương không thể chấp nhận con gái của kỹ nữ. Trong niềm đau khổ tột cùng, chàng đến nhà ChunHyang. ChunHyang và mẹ nàng hết sức tuyệt vọng trước sự chia ly và sự trớ trêu của thân phận. Chàng Lee dứt áo ra đi, tình yêu vẫn sâu nặng trong lòng và lời thề hẹn trở lại với ChunHyang vẫn vững như non cao. Ngày tháng trôi qua, chàng quyết chí học hành thi cử và định trước là nếu đỗ đạt được bổ nhiệm sẽ làm quan tại địa phương.

### Chung thủy
Quan huyện mới đến nhậm chức tại Nam Won tên là Byun Hak Do. Ông ta là người có tài nhưng lại rất trăng hoa và sống không có đạo đức. Vừa đến Nam Won ông ta bèn triệu tập tất cả các kỹ nữ về với mình. Biết tiếng ChunHyang, ông ta lệnh cho các người hầu đưa nàng về. Quan huyện mê mẩn trước sắc đẹp của nàng và dùng mọi biện pháp từ dụ dỗ đến đe dọa để cầu hôn với nàng, nhưng nàng cương quyết chối từ. Tức giận, ông đã dùng hình phạt trượng tàn khốc và giam nàng vào ngục. Máu và nước mắt của nàng tuôn chảy như hồng lưu thủy ở Đào Nguyên, nhưng nàng vẫn cương quyết giữ mình trung trinh. Mọi người cảm động rơi lệ vừa thương vừa phục nàng.
Trong ngục tối, ChunHyang vừa khóc vừa than thở với bài Trường thán ca, sau đó mệt quá nàng ngủ thiếp đi. Trong cơn mộng mị nàng thấy gương vỡ, hoa đào rơi rụng và ngỡ mình sắp chết. Nhưng sau đó được một thầy bói phán rằng đó là điềm lành và hồng phúc lớn sẽ đến với nàng.

### Tái ngộ
Tại Kinh thành Hanyang, chàng Lee suốt ngày dùi mài kinh sử. Nỗ lực của chàng đã được đền đáp với bảng vàng Trạng nguyên trong khoa thi Thái Bình. Chàng Lee quay về về tỉnh Jeonlla làm Mật sứ. Chàng lệnh cho các tư lại và người hầu sắp đặt công việc, còn chàng cải trang thành người ăn xin vừa đi vừa vãn cảnh. Khi tới Nam Won, chàng thăm dò và được biết ChunHyang vẫn giữ lòng trinh, nhưng đang nguy khốn trong ngục tù. Chàng tìm đến nhà nàng và nói dối rằng con đường công danh của chàng đã đứt gánh khiến mẹ nàng hết sức oán giận. Sau đó, chàng Lee cùng mẹ ChunHyang đến ngục thăm nàng. Gặp lại người yêu mừng vui xen lẫn tủi hổ, ChunHyang như chết ngất khi thấy chàng trong hình trạng một người ăn mày.
Ngày hôm sau, trong buổi mừng thọ của quan huyện, chàng Lee mật sứ vẫn trong vai kẻ ăn mày đến dự. Khi những người dưới quyền của chàng vừa đến, chàng giơ cao Mã bài khiến mọi người run sợ, đồng thời ra lệnh bắt quan huyện và những kẻ dưới quyền của y để trừng phạt. Chàng gặp lại ChunHyang trong tình yêu lớn lao và niềm hạnh phúc vô bờ.
Sau khi thanh tra các tỉnh, chàng Lee trở lại Hanyang cùng với ChunHyang. Nhà vua biết chuyện đã bổ nhiệm chàng chức vụ mới và ban cho ChunHyang danh hiệu "Trinh liệt phu nhân". Những năm tháng sau này chàng Lee liên tục thăng chức tại triều đình và cùng vợ sống hạnh phúc trăm năm.

## Ý nghĩa
Là một ca khúc của tình yêu lứa đôi trong nỗ lực chiến đấu chống bất bình đẳng và áp bức, Xuân Hương truyện một mặt thể hiện tình yêu say đắm, táo bạo vượt ra ngoài khuôn khổ lễ giáo phong kiến đương thời, một lễ giáo ràng buộc con người trong những quan niệm khe khắt về tình dục và môn đăng hộ đối, mặt khác khẳng định lý tưởng đạo đức lành mạnh, màu sắc vị tha đầy nữ tính và bản lĩnh thủy chung bất chấp cường quyền bạo lực của nàng ChunHyang. Tác phẩm cũng ca ngợi chàng Lee đã giữ lời thề vàng đá của mình, sau khi thành đạt đã trở lại giải thoát người yêu và đưa nàng về kinh. Tình yêu của họ thấu cảm trời xanh và làm rung động lòng người, khiến vua Lý Túc Tông đi ngược lại luật lệ triều đình và phong "Trinh liệt phu nhân" cho con gái một người kỹ nữ, khiến hạnh phúc đời đời bền chặt và vinh hoa phú quý gắn kết cuộc đời hai người.
Trên phương diện nghệ thuật, tiến trình văn học viết hóa Xuân Hương ca có một ý nghĩa lớn lao mang tính quy luật. Qua những thử thách lâu dài của thời gian, những người nghệ sĩ dân gian và văn nhân trí thức đã cùng sáng tác nên kiệt tác bất hủ tiêu biểu cho cả một truyền thống văn học. Tính chất tự sự của tích truyện truyền miệng]], phong cách trữ tình của cá nhân các nghệ sĩ, bút pháp kể truyện và miêu tả con người kết hợp giữa điển nhã bác học và chất hài hước thô tục bình dị của dân gian khiến tác phẩm thực sự là tổng hòa của văn hóa bình dân và tính hàn lâm bác học. Với rất nhiều dị bản còn lưu lại, với rất nhiều tích truyện còn lưu truyền trong nhân dân, với sự chuyển thể thành nhiều kịch bản và tác phẩm điện ảnh trong thời hiện đại, Xuân Hương truyện xứng đáng trở thành tinh thần của đất nước, trở thành biểu tượng "quốc hồn, quốc túy" đối với dân tộc trên bán đảo Triều Tiên, không một tác phẩm nào khác về sau có thể có được vị trí của nó.

## Chuyển thể
- Phim Xuân Hương năm 2000
- Loạt phim truyền hình 17 tập Delightful Girl Choon-Hyang năm 2005
- Manga Truyền thuyết Xuân Hương của nhóm CLAMP xuất bản năm 1996